# K.S. Karol
K.S. Karol, de son vrai nom Karol Kewes, né le 1er août 1924 à Łódź et mort dans le 6e arrondissement de Paris le 10 avril 2014,, est un journaliste français d'origine polonaise, spécialiste des pays de l'Est et proche de l'extrême gauche italienne.

## Biographie

### Famille
Karol Kewes est le fils d’un commerçant russe, installé à Rostov-sur-le-Don, obligé de se réfugier en Pologne après avoir été ruiné par la Révolution d’Octobre. Trois ans après cet exil, son épouse, juriste de formation, donne naissance au petit Karol.

### Jeunesse
Bien que ses parents soient athées, il commence ses études secondaires dans un lycée catholique de Łódź. 
Politiquement, il est influencé par sa mère qui est socialiste, et encore plus par un frère aîné communiste, qui l’oriente vers des ouvrages de vulgarisation marxiste comme L’ABC du communisme de Nikolaï Boukharine. Il intègre même le cercle d’intellectuels communisants de son professeur Stefan Wegner et ne cache pas sa fascination pour l’Union soviétique et son modèle de société. 
Quelle n’est donc pas sa surprise lorsqu’en 1939, après le pacte germano-soviétique (23 août), il voit le pays de Staline envahir la Pologne en coordination avec l’Allemagne nazie. Engagé malgré son jeune âge, il est gravement blessé à l’œil droit durant les combats contre l’armée allemande. 
Refusant de vivre sous tutelle germanique, il s'enfuit malgré tout vers le territoire occupé par l’URSS. 

### Du Goulag à la France de l'après-guerre
Mais il est arrêté et avec plus d’un million d’autres personnes déporté en Sibérie. 
Il réussit cependant à quitter la Sibérie et, après un passage à Moscou, à rejoindre une tante vivant à Rostov. Parfaitement bilingue, il y poursuit ses études secondaires avant d’être mobilisé dans les rangs de l’Armée rouge. Il combat alors l’envahisseur nazi avec vigueur. 
À la fin de la guerre, il parvient à se réfugier à Londres. De là, il rejoint la France où, après avoir un temps été ouvrier à Grenoble, il vient à Paris travailler à la Société générale de presse.

### L'Express
Recommandé par Léone Georges-Picot pour sa connaissance « presque charnelle » des pays de l’Est, il entre comme pigiste à L'Express en novembre 1954. Il s’y lie très vite d’amitié avec des hommes comme Serge Lafaurie et Jean Daniel qui partagent sa passion pour la politique étrangère, sa position anticolonialiste sur la Guerre d'Algérie et un sens de l’humour dont il use avec talent pour égayer les conférences de rédaction. Il lui arrive aussi de suivre l’actualité algérienne lorsque, comme en 1960, il accompagne Jean Daniel à l’ONU pour s’entretenir avec les représentants du GPRA. Il les suit donc lorsqu’en novembre 1964, ils fondent Le Nouvel Observateur.

### LeNouvel Observateur
Jean Daniel lui accorde alors toute sa confiance en ce qui concerne les pays de l’Est et, plus globalement, les régimes communistes. D’emblée, il manifeste un « comportement intransigeant [...] à l'égard d'Elena de la Souchère, de François Fejtö et de Paul-Marie de la Gorce », refusant d’écrire « dans le même journal qu'eux ». 
Ayant obtenu leur éviction, il peut alors donner le ton au magazine en ce qui concerne le régime cubain et la révolution culturelle chinoise pour laquelle il s’enthousiasme. Interviewant Chou En-Lai (26 mars 1965), il publie sa version de la révolution culturelle dans La Chine de Mao : l'autre communisme (Robert Laffont, 1966). Ne cachant pas son amour pour ce pays et ses habitants, il défend les mérites du maoïsme contre un Jules Roy nettement plus réservé et ceci, durant plusieurs semaines en septembre et octobre 1966. Mais s’il s’oppose à la version soviétique que présente son confrère, il déplore les excès de la révolution culturelle, les mises en accusation de vieux communistes (tels que Liou Chao Chi) ou les affiches murales de dénonciation.

### Il Manifesto
Son attention se porte aussi sur la révolution cubaine sur laquelle il publie un livre (Les Guérilleros au pouvoir : l'itinéraire politique de la révolution cubaine, Robert Laffont, 1970) et sur l'extrême gauche italienne, notamment une de ses figures, Rossana Rossanda. Devenu son compagnon, il collabore au journal Il Manifesto au point d’en être un militant passionné. Cette mouvance d’extrême gauche à la fois maoïste et antitotalitaire qu’il côtoie l’amène alors au début des années 1970 à prendre ses distances avec Le Nouvel Observateur. Son livre sur La Deuxième Révolution chinoise (Robert Laffont, 1973) marque l’apogée de son engagement maoïste.

### Retour auNouvel Observateur
Dès l’été 1973, il signale à Jean Daniel son souhait de réintégrer Le Nouvel Observateur, se situant alors à mi-chemin entre les idées de son directeur et celles du Manifesto. Malgré les doutes de Jean Daniel quant à la possibilité d’une collaboration trop régulière, il retrouve sa place au journal. Mais dès janvier 1974, il se différencie sur la question du soutien à Soljenitsyne, lui préférant d’autres dissidents. De plus, il affronte des critiques contre son traitement du régime maoïste, débattant de ce sujet avec Claude Roy durant l’hiver 1976/1977 dans les colonnes du journal. Le soutien du journal aux « nouveaux philosophes » accroît ses différends avec le directeur.
À l’automne 1977, il participe avec Rossana Rossanda au colloque de Venise sur les conditions dans lesquelles une révolution anti-capitaliste ne déboucherait pas sur un totalitarisme. La sous-estimation de ce colloque par Jean Daniel l’amènent à rompre avec ce dernier au point de signer une pétition plus ou moins directement dirigée contre lui. Il s’oppose surtout sur le type d’intellectuels avec lesquels il est possible de discuter du totalitarisme. Il critique notamment l’admission au débat de Philippe Robrieux et d’André Glucksmann, préférant le limiter à un axe allant de Charles Bettelheim à Jacques Rancière. Ses rapports amicaux ne sont pourtant pas altérés comme l’illustre sa promotion au rang d’éditorialiste en septembre 1979. Mais ce poste consacre son passage d’un statut de journaliste à celui d’intellectuel.

## Sources biographiques
- Pierre Beuchot, KS-Karol : portrait d'un spectateur engagé, Ina, Histoire, 2002-2003, 4 x 52'
- K.S. Karol, Solik. Tribulations d'un jeune Polonais dans la Russie en guerre, Paris, Fayard, coll. « Grands documents contemporains », 1983